# Diogo Figueiras
Diogo José Rosário Gomes Figueiras, noto semplicemente come Diogo Figueiras (Castanheira do Ribatejo, 7 gennaio 1991) è un calciatore portoghese, difensore dell'Inter Siviglia.

## Caratteristiche tecniche
Terzino destro molto rapido gioca su entrambe le fasce, all'occorrenza può giocare anche come esterno destro di centrocampo.

## Carriera

### Club
Cresciuto nelle giovanili del Benfica, ben presto si trasferisce al Paços de Ferreira. Resta due stagioni nella massima serie portoghese e il 19 luglio 2013 si trasferisce al Siviglia.
Con la squadra andalusa esordisce il 22 agosto in occasione dell'andata dei preliminari di Europa League contro lo Śląsk Wrocław, partita vinta per 4-1. Nella Liga esordisce alla settima giornata in occasione del pareggio esterno (1-1) contro la Real Sociedad.
Il 16 marzo 2014 segna il suo primo gol con la maglia del Siviglia portando la sua squadra sul momentaneo 4-0 nella sfida interna contro il Real Valladolid finita poi 4-1.
Resta in Andalusia due stagioni collezionando 46 presenze e 2 gol e vincendo due volte l'Europa League.

#### Prestito al Genoa
Il 9 luglio 2015 passa in prestito con diritto di riscatto al Genoa.
Il 20 settembre 2015 esordisce in Serie A con la maglia del Genoa nella sconfitta interna per 2 a 0 contro la Juventus subentrando al posto di Diego Perotti nell'intervallo. Il 29 novembre, nella sconfitta interna contro il Carpi, segna il suo primo gol in maglia rossoblù.

#### Ritorno al Siviglia e Olympiakos
Il 30 gennaio 2016 il prestito viene interrotto e il giocatore fa così ritorno al Siviglia. Il 18 maggio vince la sua terza Europa League consecutiva con gli spagnoli.
Il 25 maggio seguente viene acquistato dall'Olympiakos, con un contratto di 3 anni per un compreso di 1,5 milioni di euro. Si è unito al connazionale Marco Silva (allenatore) ai campioni di Grecia.
Figueiras è andato a segno una volta su 24 presenze nella sua prima stagione, aiutando il club a vincere la Super League Greece per la settima volta consecutiva.

#### Braga
Figueiras è tornato in Portogallo il 30 gennaio 2018, unendosi al Braga con un contratto di 3 anni e mezzo dal valore di 1,2 milioni di euro. Ritenuto in eccesso rispetto al fabbisogno  dall'allenatore Abel Ferreira poco dopo il suo arrivo, è stato successivamente relegato alla seconda squadra. Il 30 agosto 2019, Figueiras  è stato ceduto in prestito al Rio Ave. Ha giocato poco più della metà delle partite con i Vilacondenses che hanno concluso al quinto posto con un record di punti, ed è stato espulso il 17 giugno al termine di una sconfitta interna per 2-1 contro il Benfica per aver affermato che l'arbitro era stato corrotto; gli è stata concessa una squalifica di due turni per questa dichiarazione.

#### Famalicão
Il giocatore portoghese ha firmato un contratto con il Famalicão il 21 gennaio 2021, dopo aver rescisso con il Braga. Lascerà il club il 1⁰ luglio 2022, data la scadenza del suo contratto annuale.

## Statistiche

### Presenze e reti nei club
Statistiche aggiornate al 17 maggio 2018.
| Stagione                 | Squadra                  | Campionato               | Campionato | Campionato | Coppe nazionali | Coppe nazionali | Coppe nazionali | Coppe continentali | Coppe continentali | Coppe continentali | Altre coppe | Altre coppe | Altre coppe | Totale | Totale |
| Stagione                 | Squadra                  | Comp                     | Pres       | Reti       | Comp            | Pres            | Reti            | Comp               | Pres               | Reti               | Comp        | Pres        | Reti        | Pres   | Reti   |
| ------------------------ | ------------------------ | ------------------------ | ---------- | ---------- | --------------- | --------------- | --------------- | ------------------ | ------------------ | ------------------ | ----------- | ----------- | ----------- | ------ | ------ |
| 2011-gen. 2012           | Paços de Ferreira        | PL                       | 2          | 0          | CP+CdL          | 0+1             | 0               | -                  | -                  | -                  | -           | -           | -           | 3      | 0      |
| gen.-giu. 2012           | Moreirense               | SL                       | 9          | 0          | CP+CdL          | 0+1             | 0               | -                  | -                  | -                  | -           | -           | -           | 10     | 0      |
| 2012-2013                | Paços de Ferreira        | PL                       | 19         | 0          | CP+CdL          | 3+1             | 0               | -                  | -                  | -                  | -           | -           | -           | 23     | 0      |
| Totale Paços de Ferreira | Totale Paços de Ferreira | Totale Paços de Ferreira | 21         | 0          |                 | 5               | 0               |                    | -                  | -                  |             | -           | -           | 26     | 0      |
| 2013-2014                | Siviglia                 | PD                       | 22         | 1          | CR              | 1               | 0               | UEL                | 12                 | 0                  | -           | -           | -           | 35     | 1      |
| 2014-2015                | Siviglia                 | PD                       | 24         | 1          | CR              | 5               | 1               | UEL                | 8                  | 0                  | SU          | 1           | 0           | 38     | 2      |
| 2015-gen. 2016           | Genoa                    | A                        | 9          | 1          | CI              | 1               | 0               |                    | -                  | -                  |             | -           | -           | 10     | 1      |
| gen.-giu. 2016           | Siviglia                 | PD                       | 4          | 0          | CR              | 0               | 0               | UEL                | 1                  | 0                  | SU          | -           | -           | 5      | 0      |
| Totale Siviglia          | Totale Siviglia          | Totale Siviglia          | 50         | 2          |                 | 6               | 1               |                    | 21                 | 0                  |             | 1           | 0           | 78     | 3      |
| 2016-2017                | Olympiacos               | SL                       | 24         | 1          | CG              | 7               | 1               | UCL+UEL            | 2+10               | 0+1                | -           | -           | -           | 43     | 3      |
| 2017-gen. 2018           | Olympiacos               | SL                       | 12         | 1          | CG              | 5               | 0               | UCL                | 7                  | 0                  | -           | -           | -           | 24     | 1      |
| Totale Olympiakos        | Totale Olympiakos        | Totale Olympiakos        | 36         | 2          |                 | 12              | 1               |                    | 19                 | 1                  |             | -           | -           | 67     | 4      |
| gen.-giu. 2018           | Braga                    | PL                       | 3          | 0          | CP+TdL          | -               | -               | UEL                | 1                  | 0                  | -           | -           | -           | 4      | 0      |
| 2018-2019                | Braga                    | PL                       | 3          | 0          | CP+CdL          | 0+0             | 0+0             | UEL                | 1                  | 0                  | -           | -           | -           | 4      | 0      |
| Totale Braga             | Totale Braga             | Totale Braga             | 6          | 0          |                 | 0               | 0               |                    | 2                  | 0                  |             | -           | -           | 8      | 0      |
| 2019-2020                | Rio Ave                  | PL                       | 18         | 0          | CP+CdL          | 2+2             | 0+0             | -                  | -                  | -                  | -           | -           | -           | 22     | 0      |
| gen.-giu. 2021           | Famalicão                | PL                       | 19         | 0          | CP+CdL          | 0+0             | 0+0             | -                  | -                  | -                  | -           | -           | -           | 19     | 0      |
| 2021-2022                | Famalicão                | PL                       | 15         | 0          | CP+CdL          | 2+2             | 0+0             | -                  | -                  | -                  | -           | -           | -           | 19     | 0      |
| Totale Famalicao         | Totale Famalicao         | Totale Famalicao         | 34         | 0          |                 | 4               | 0               |                    | -                  | -                  |             | -           | -           | 38     | 0      |
| Totale carriera          | Totale carriera          | Totale carriera          | 183        | 5          |                 | 33              | 2               |                    | 42                 | 1                  |             | 1           | 0           | 259    | 8      |

## Palmarès

### Club

#### Competizioni internazionali
- UEFA Europa League: 3

Siviglia: 2013-2014, 2014-2015, 2015-2016

#### Competizioni nazionali
- Campionato greco: 1

Olympiakos: 2016-2017